# Tekle Haymanot de Gojjam
Tekle Haymanot Tessemma (1847 – 10 de enero de 1901) fue rey de Gojjam, súbdito del emperador de Etiopía. Más tarde fue comandante del ejército y miembro de la nobleza del Imperio Etíope. Enemigo del Menelik, cuando este ascendió a emperador se sometió a él. Participó en la Batalla de Adua. 

## Biografía
Nació con el nombre de Adal Tessemma, Tekle Haymanot Tessemma. Era el hijo de Tessemma Goshu, Negus de Gojjam. Gojjam había sido durante mucho tiempo un reino vasallo dentro del Imperio etíope. El título de "Rey de Gojjam" era un título honorífico.

### Durante el gobierno de Tekle Giyorgis
Mientras Adal era menor de edad, su padre murió. El ras Desta Tadla aprovechó la circunstancia, asumió el control de Gojjam y encarceló a Adal.
Adal logró escapar y se dirigió a las tierras bajas y formó un ejército. Se enfrentó al ras Desta Tadla, y le derrotó.
Adal se sometió al emperador (Nəgusä Nägäst) Tekle Giyorgis II, quien lo confirmó como el gobernador (Shum) de Gojjam y como Dejazmach. El Nəgusä Nägäst incluso permitió que Adal se casara con su hermana paterna, Laqetch Gebre Mehdin.

### Durante el gobierno de Yohannes IV
El 11 de julio de 1871, el Dejazmach Kassay Mercha, futuro Yohannes IV de Etiopía derrotó al Nəgusä Nägäst Tekle Giyorgis y restableció a ras Desta Tadla en Gojjam. 
El 21 de enero de 1872, Kassay Mercha se proclamó como el Nəgusä Nägäst Yohannes IV y abandonó Gojjam. Adal regresó a Gojjam, derrocó y mató a Desta.
Y, con esta acción, Adal consolidó todo Gojjam bajo su dominio.
En 1874, Adal se sometió a Nəgusä Nägäst Yohannes IV. Adal ahora era Ras Tekle Haymanot Tessemma.
El 20 de enero de 1881, en Debre Tabor, Nəgusä Nägäst Yohannes IV nombró a Ras Tekle Haymanot Tessemma como Negus de la provincia de Gojjam y como Negus de la provincia de Kaffa. Sin embargo, esta última provincia sólo era suya si lograba conquistarla. Desafortunadamente para Ras Tekle Haymanot Tessemma, el Ras Menelik, Negus de Shewa, también estaba interesado en la provincia de Kaffa. Yohannes IV proporcionó a Tekle Haymanot 8.000 rifles para ayudar con la conquista.

#### La Batalla de Embabo
El Negus Tekle Haymanot Tessemma, negus de Gojjam, intentó extender su control sobre el Reino de Kaffa. Pero no era el único que quería extenderse a la región. También el Negus Menelik, el negus de Shewa también quería extender su dominio. Ambas se enfrentaron el 6 de junio de 1882, y sus fuerzas fueron derrotadas en la batalla de Embabo.
Tekle Haymanot perdió la batalla y fue capturado por Menelik. Yohannes IV intervino en la disputa. Yohannes IV le permitió a Menelik tener Kaffa, mientras que Menelik le daría Wollo al Ras Araya Selassie Yohannes, hijo legítimo de Yohannes IV.

#### Guerra mahdista
Durante la guerra mahdista, el jecato de Metema se rebeló contra el Imperio Etíope. En enero de 1887, Tekle Haymanot atacó a los mahdistas en Metemma y saqueó la ciudad. En respuesta, en 1888, los mahdistas bajo Abu Anga avanzaron hasta Metemma, luego se adentraron a Etiopía; rumbo a Gondar. Tekle Haymanot se enfrentó al ejército mahdista en Sar Weha el 18 de enero de 1888, pero fue derrotado.
Como resultado de esta pérdida, el noroeste de Etiopía quedó a merced de los mahdistas que siguieron saquearon y quemaron Gondar. muchos de sus habitantes fueron capturados y esclavizados.
El emperador Yohannes IV ordenó a Negus Menelik, Negus de Shewa, y su ejército, entrar en Gojjam y Begemder. Sintiendo un cambio en el poder, el Negus Tekle Haymanot Tessemma negoció una alianza defensiva con Menelik. Después de que Menelik aseguró Gojjam y Begemder, Yohannes le ordenó que regresara a Shewa.
En septiembre de 1888, cuando Tekle Haymanot Tessemma se negó a contribuir con fuerzas a los esfuerzos de Yohannes contra los mahdistas que había vuelto a entrar en el oeste de Gojjam, Yohannes sospechó que Tekle Haymanot y Menelik conspiraban contra él. Para destruir el poder de Tekle Haymanot, el ejército de Yohannes IV arrasó gran parte de Gojjam. Como resultado de la destrucción, Tekle Haymanot se sometió a Yohannes IV.

### Bajo Menelik II
En 1889, poco después de la muerte de Yohannes en la Batalla de Gallabat, Menelik se autoproclamó Nəgusä Nägäst Menelik II. Negus Tekle Haymanot prometió su lealtad al nuevo Nəgusä Nägäst. Menelik reinstaló a Tekle Haymanot como Shum de Gojjam y lo nombró asesor.

#### Batalla de Adua
En 1896, Negus Tekle Haymanot luchó en la batalla de Adua del lado de Menelik. Durante la batalla de Adwa estuvo al mando de 8.000 fusileros, 15.000 lanceros y 700 de caballería. En esta batalla, los etíopes derrotaron a los italianos.

#### Muerte

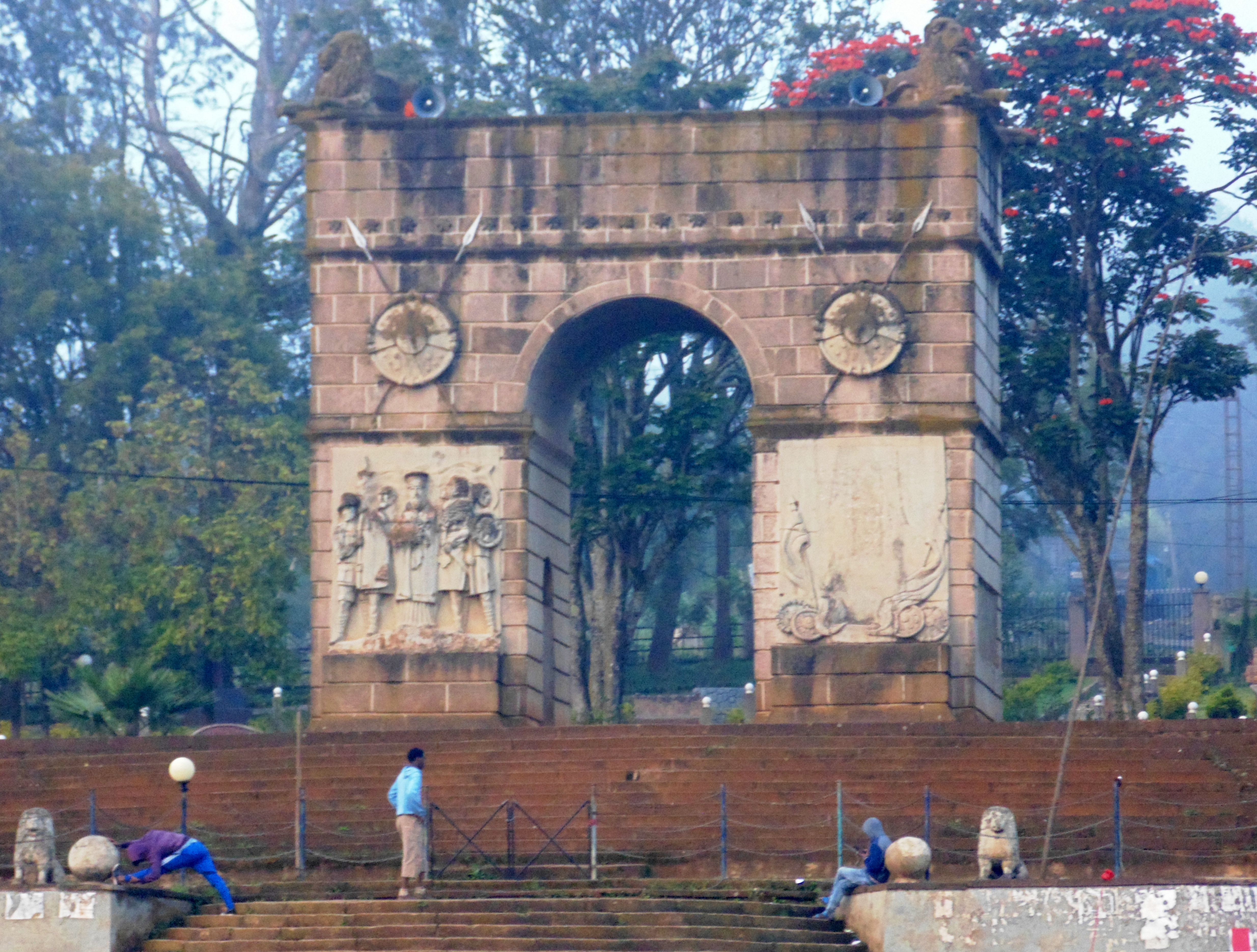
El arco Tekle Haymanot en Debre Markos

A su muerte, el emperador Menelik dividió Gojjam en tres partes. Asignó las tres partes a tres diferentes hombres que debían rendirle cuentas a él. Uno de ellos venía de Shewa .
Tekle Haymanot fue padre de, al menos, tres varones y cuatro mujeres.
Los varones se llamaban: 
- Bezabah,
- Hailu, futuro Ras Hailu Tekle Haymanot que le sucedió como Hailu II de Gojjam.
- y Balaw .

## Otras lecturas
- Bairu Tafla, "Dos de los últimos reyes provinciales de Etiopía", Revista de estudios etíopes, 11 (1973), págs. 29-55

- Datos: Q2898447
- Multimedia: Tekle Haymanot of Gojjam / Q2898447